# Lautsprecher Teufel
Lautsprecher Teufel ist ein deutscher Entwickler von Audioprodukten wie Lautsprechern, Kopfhörern, Hi-Fi- und Heimkinosystemen.

## Geschichte

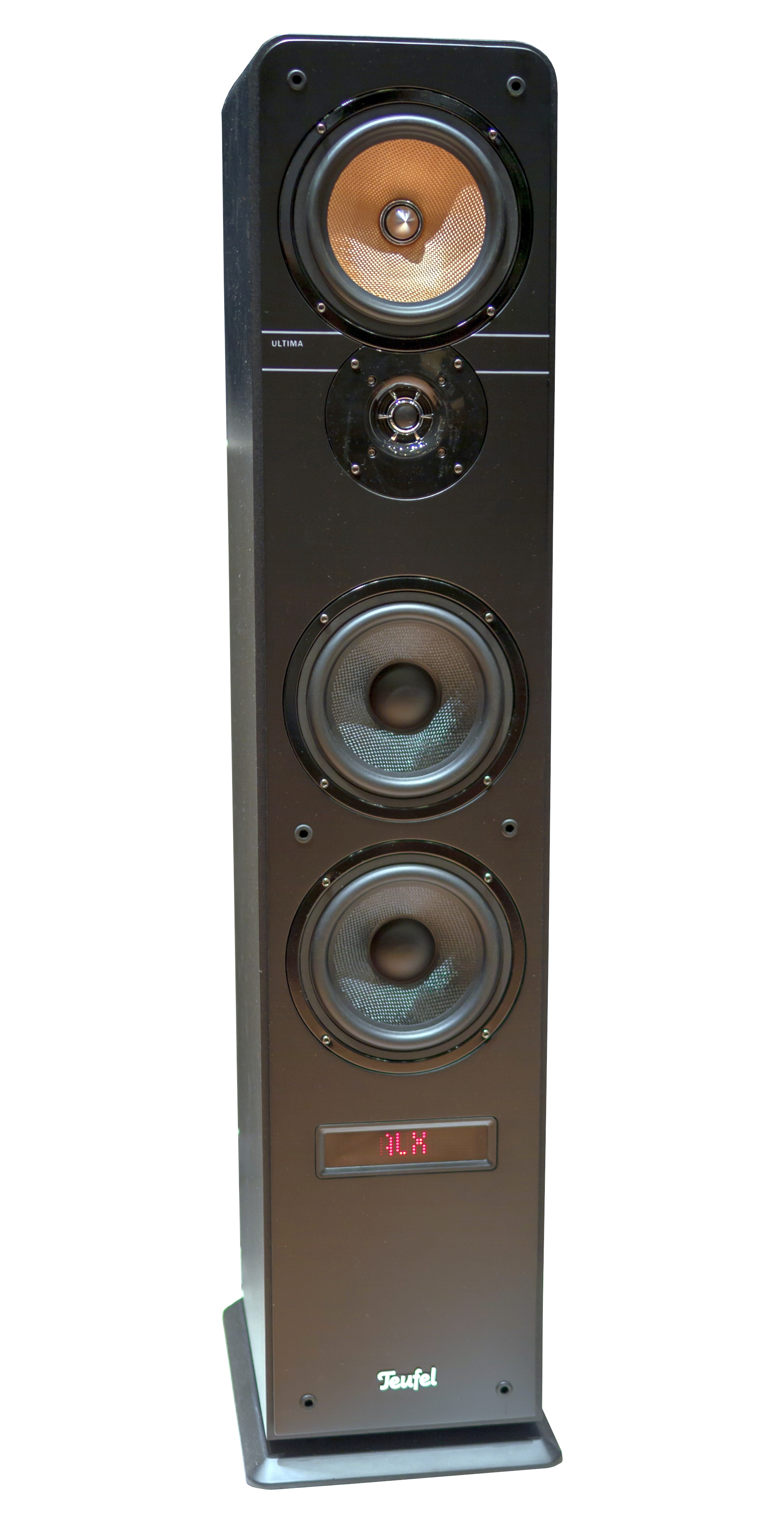
Ultima 40 Aktiv (2018), Aktiv-Lautsprecherbox mit integrierten Audioverstärkern

Lautsprecher Teufel wurde 1979 in West-Berlin von Peter Tschimmel gegründet. In der Anfangsphase produzierte Teufel Lautsprecher-Bausätze aus fertig aufgebauten Weichen, Treibern und Gehäuse-Bauteilen. Erste Produkte waren Lautsprechersets. Mit dem Lautsprecher M 200 und dem dazugehörigen Subwoofer M 6000 bot Teufel die ersten fertig aufgebauten Lautsprecher an. Im Jahr 1990 wechselte Teufel sein Vertriebsmodell, vom Fach- und Einzelhandel zum Direktvertrieb. Zur DVD-Einführung 1995 bot Teufel mit dem Theater 2 europaweit das erste 5.1 Heimkinosystem mit Subwoofer, querliegendem Center und Dipol-Rear-Lautsprechern an.
2006 übernahm der Finanzinvestor Riverside die GmbH von Gründer Peter Tschimmel, 2010 wurde Teufel an HG Capital weiterverkauft. Gleichzeitig integrierte Teufel das Berliner Startup Raumfeld, welches seit 2008 Multiroom- und Streaminglautsprecher entwickelte und vertrieb. Im Sommer 2018 übernahm die französische Private-Equity-Gesellschaft Naxicap, der Private-Equity-Arm von Natixis, das Unternehmen. Seit August 2016 leitet Sascha Mallah das Unternehmen als alleiniger Geschäftsführer.
Im Jahr 2024 brachten Teufel und Fender eine gemeinsame Lautsprecherlinie heraus.

## Standorte und Vertrieb
Die Produkte werden in China produziert. In Berlin sitzen mit knapp 300 Mitarbeitern Entwicklung, Marketing inklusive Vertrieb, Verwaltung sowie der Flagship-Store im Bikini Berlin und der Teufel-Shop im KaDeWe. Hinzu kommen weitere Shops in Deutschland und Österreich. Standorte in Deutschland sind neben Berlin Essen, Köln, Stuttgart und Leipzig. Der bisher einzige Teufel-Shop in Österreich befindet sich in Wien.
Teufel vertreibt seine Produkte nicht nur in Deutschland und Österreich, sondern erreicht mit seinem Webshop europaweit Ländermärkte wie Spanien, Niederlande, Polen, Italien und Frankreich.
Zudem sitzt die chinesische Vertretung von Teufel in Dongguan/China mit rund 50 Mitarbeitern, die sich um Supply-Management und Vertrieb kümmern. Lager und Logistik werden in Hamburg abgewickelt.

## Produkte

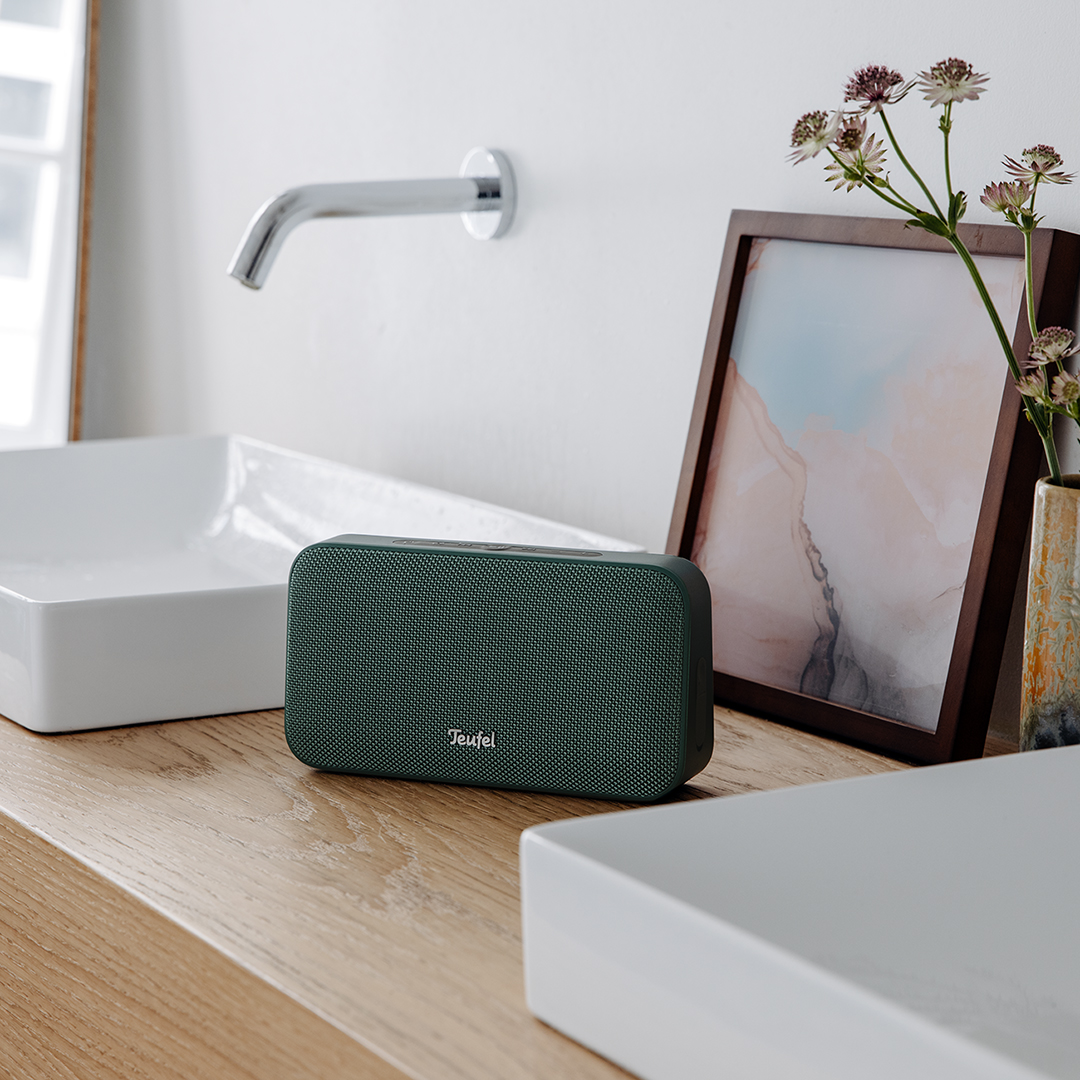
Teufel Motiv Go

Das Produktsortiment umfasst verschiedene Audio- und Hi-Fi-Kategorien: Stereolautsprecher, Heimkinolautsprecher und -systeme, Streaming-Lautsprecher, Soundbars und Sounddecks, Bluetooth-Lautsprecher, Kopfhörer und PC- und Multimedia-Lautsprecher sowie Komplementärprodukte wie AV-Receiver, Plattenspieler, Videoprojektoren, Mikrofone, Blu-ray-Player und DJ-Equipment.
Im Mai 2025 stellte Teufel mit dem Teufel Mynd einen tragbaren Bluetooth-Lautsprecher mit erhöhtem Rezyklat-Anteil und Dokumentation als Open-Source-Hardware vor. Der Lautsprecher solle so umweltfreundlicher und leichter reparierbar sein sowie Optionen zur Erweiterung des Funktionsumfangs durch Kunden und Drittanbieter bieten.

## Belege
1. ↑  Arbeiten bei Teufel. In: teufel.de. Lautsprecher Teufel GmbH, abgerufen am 4. November 2020.
2. ↑  Lars Radau: Wechsel des Investors. In: Unternehmeredition.de. 22. August 2011, abgerufen am 27. Oktober 2020.
3. ↑  Teufel: Mit Beteiligungskapital an die Spitze – Teufel steigt zur europäischen Nummer eins im Direktvertrieb von Lautsprechern auf. In: bvkap.de. Abgerufen am 27. Oktober 2020.
4. ↑  Andy Ilmberger: Lautsprecher-Spezialist Teufel von Investor HgCapital übernommen. In: PC Magazin.de. 5. Juli 2010, abgerufen am 9. Oktober 2021.
5. ↑  Naxicap Partners to replace Hg as majority shareholder of TEUFEL. In: naxicap.com. 4. Mai 2018, abgerufen am 27. Oktober 2020 (englisch).
6. ↑  Das Teufel Management. In: teufel.de. Abgerufen am 23. Januar 2023.
7. ↑  Lars von Törne: Hauptstadt der professionellen Audiotechnik: Der Klang kommt aus Berlin. In: Tagesspiegel. 5. Februar 2020, abgerufen am 28. Juli 2025: „wurde die reine Produktion schon vor vielen Jahren nach China verlegt“
8. ↑  Stores & Shops von Lautsprecher Teufel. Abgerufen am 23. Januar 2023.
9. ↑  Teufel: Lautsprecher und Kopfhörer direkt online vom Hersteller. Abgerufen am 23. Januar 2023.
10. ↑  Lautsprecher-Zubehör online kaufen | Teufel. Abgerufen am 17. November 2021.
11. ↑  Open-Source-Files des Teufel Mynd. .zip-Ordner. In: Teufel. Abgerufen am 21. Mai 2025.
12. ↑  Mehr als reparierbar: Teufel stellt ungewöhnlichen Lautsprecher vor. In: heise online. 10. September 2024, abgerufen am 21. Mai 2025.
13. ↑  Friedrich Kühne: Pünktlich zur High End: Teufel listet Teufel Mynd – unser erstes Hands-On! In: Hifi.de. 18. Mai 2025, abgerufen am 21. Mai 2025.